# 倒流沟
倒流沟，位于中华人民共和国青海省治多县西北羌塘高原地区的一条时令河，是西金乌兰湖主要的入湖河流之一。发源于乌兰乌拉山北侧的山地，总体自东南向西北流，于西金乌兰湖东部湖区东端入湖。河长64千米，总落差331米，河长平均必将5.2‰，一般7~10月有径流形成。流域属于羌塘高寒草原半干旱气候，上游山势陡峭，河谷狭窄，地表以岩屑坡为主，植被稀疏；下游进入洪积冲积平原段，两岸地势开阔平坦，以苔草高寒草原为主；河口区域为典型的三角洲地貌，呈现出广袤的戈壁荒漠景观。